# チャグラク島
チャグラク島 (チャグラクとう、Chugul, Chugula, Chegoula, or Tchougoulok) はアメリカ合衆国アラスカ州の南西アリューシャン列島のフォー・マウンテンズ諸島にある小規模な火山島。幅3.1km程で標高1,142 mほどの円錐火山で構成される。チャグラクは成層火山で、幅約6.9km程の海峡を隔てて、アムクタ島と隣接する。今まで噴火は記録されておらず、火山についての情報も非常に少ない。

## 画像

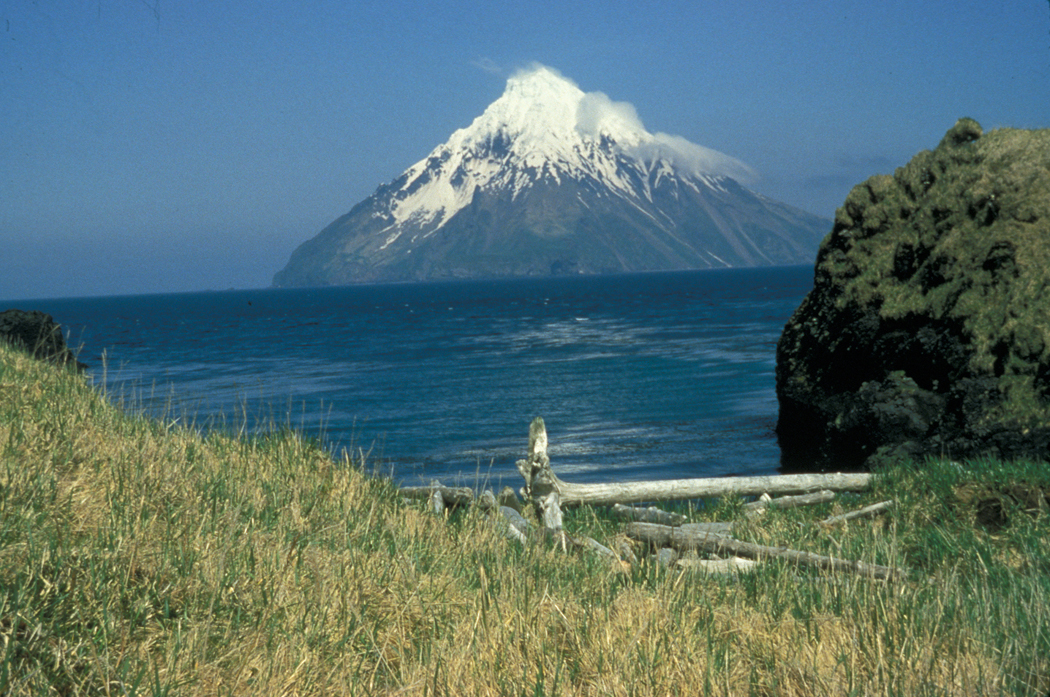
アムクタ島（英語版）からの風景
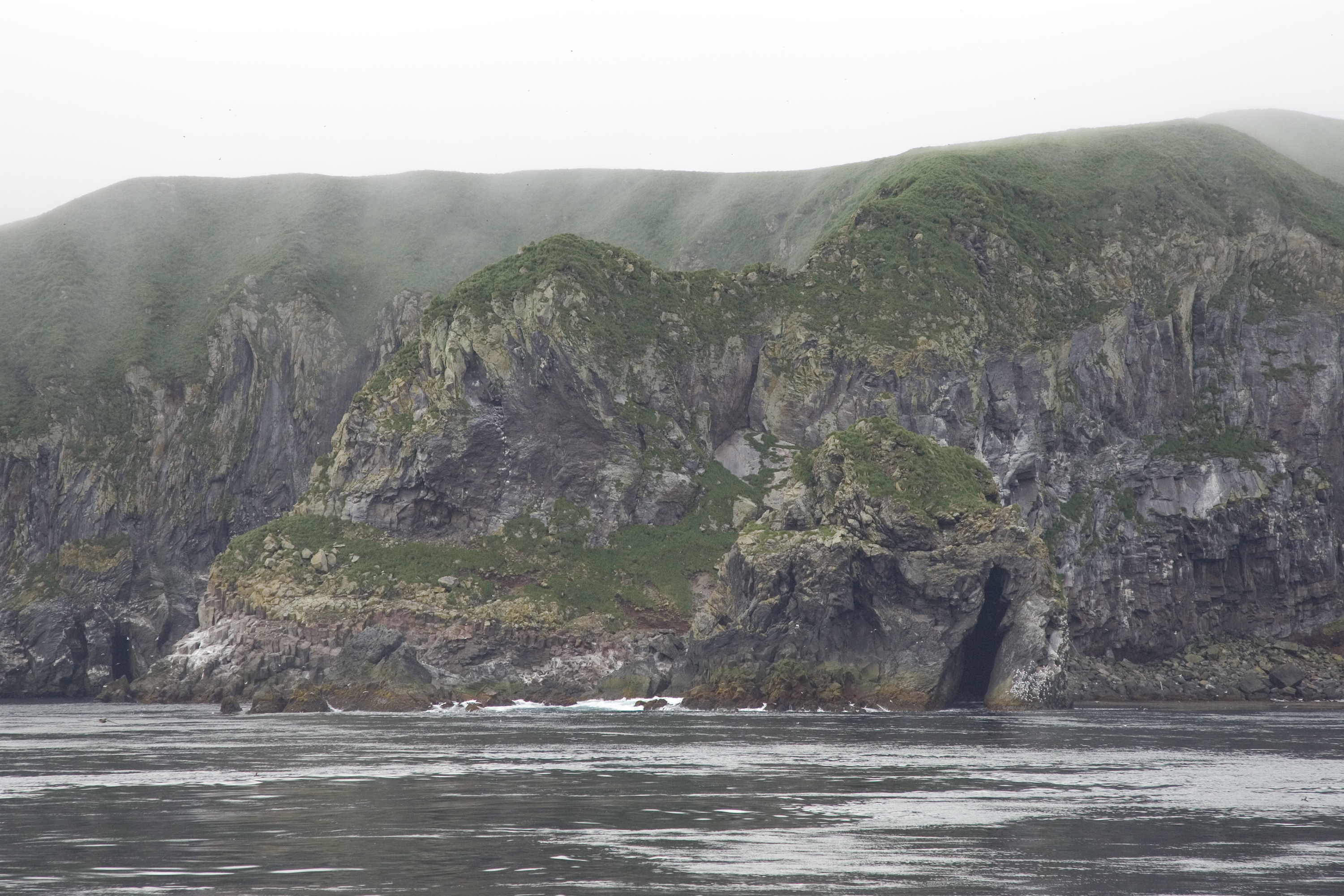
近景
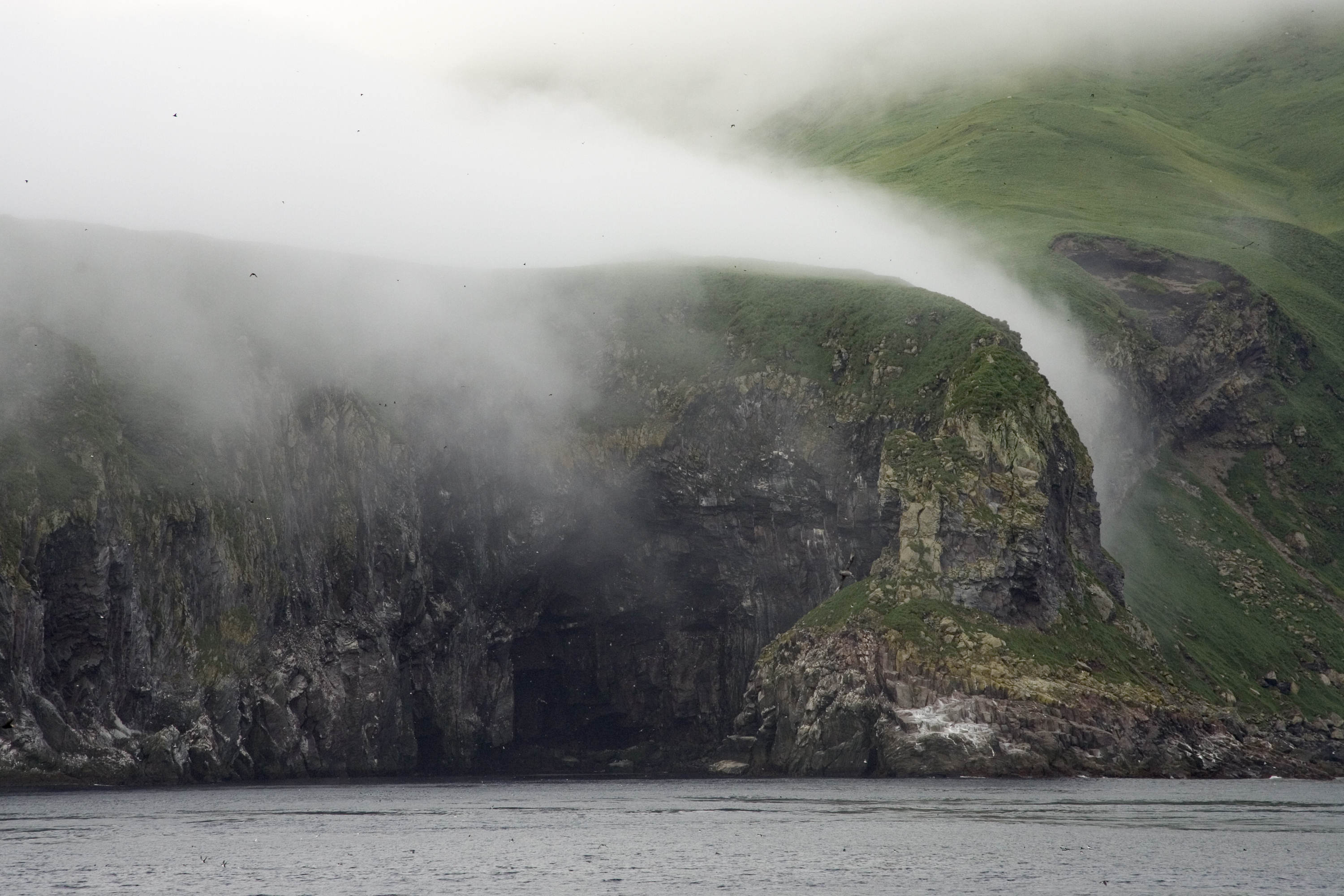
霧のかかった沿岸
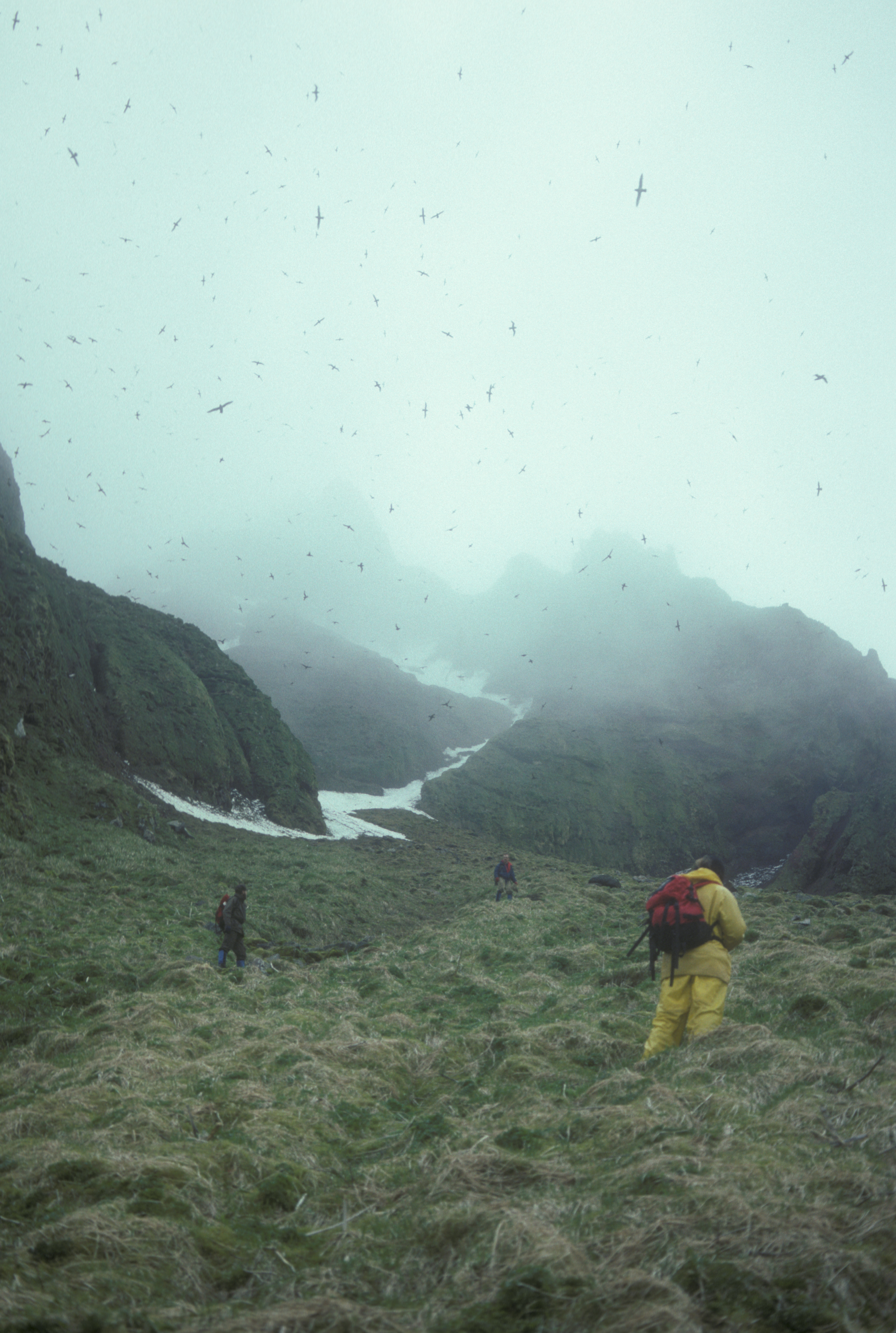
作業員(1990)